# Karl-Heinz Tuschel
Karl-Heinz Tuschel, né le 23 mars 1928 à Magdebourg et décédé le 12 février 2005  à Berlin, est un écrivain de science-fiction allemand, un poète et un chansonnier. Il passe pour être l'un des auteurs d'anticipation les plus populaires et les plus prolifiques de la science-fiction en République démocratique allemande.

## Biographie
Karl-Heinz Tuschel naît à Magdebourg. Après un baccalauréat et des études de mathématiques, il travaille dans l'industrie chimique, dans des mines, dans diverses rédactions et dans les jeunesses socialistes. Pendant cette période, il écrivit ses premiers poèmes et des œuvres courtes.
De 1958 à 1961, il étudie à l'Institut pour la littérature Johannes R. Becher de Leipzig, puis fut dramaturge au cabaret « Die Kneifzange » et au Erich-Weinert-Ensemble de l'Armée populaire nationale. 
À partir de 1976, il vit comme écrivain indépendant. 
Karl-Heinz Tuschel décède le 12 février 2005 à l'âge de 76 ans à Berlin. Il laisse deux romans inachevés.

## Œuvres

### Nouvelles
- (de) Das doppelte Rätsel, 1966
- (de) Terrasse von A'hi-nur, 1968
- (de) Der unauffällige Mr. McHine, 1969
- (de) Raumflotte greift nicht an, 1976
- (de) Kaderfragen, 1977
- (de) Kalte Sonne, 1977
- (de) Der unverständliche Funkspruch, 1977
- (de) Die Legende vom Mai 97, 1977
- (de) Wie ich meinen linken Beruf wechselte, 1977
- (de) Havariefall Lun - ALF 17, 1978
- (de) Der Tod im silbernen Band, 1978
- (de) SOS von BioSat, 1979
- (de) Experiment Antimaterie, 1980
- (de) Computerspuk in Kosmograd, 1981
- (de) Das Geheimnis der Mascons, 1982
- (de) Projekt Pandora, 1983
- (de) Angriff aus hundert Jahren Distanz, 1984
- (de) Ein Experten System, 1987
- (de) Alarm am Vormittag, 1988
- (de) Das Gras des Paradieses, 1990
- (de) Sternbedeckung, 1990
- (de) Das Lächeln deralten Dame, 1992
- (de) Die Umarmung des Meeres, 1993

### Recueils de nouvelles
- (de) Inspektion Raumsicherheit (Havariefall Lun - ALF 17, SOS von BioSat, Experiment Antimaterie, Computerspuk in Kosmograd, Das Geheimnis der Mascons, Projekt Pandora)
- (de) Raumflotte greift nicht an (Raumflotte greift nicht an, Kalte Sonne, Der unverständliche Funkspruch, Die Legende vom Mai 97, Kaderfragen, Wie ich meinen linken Beruf wechselte)
- (de) Der unauffällige Mr. McHine (Das doppelte Rätsel, Terrasse von A'hi-nur, Der unauffällige Mr. McHine)

### Romans
- (de) Ein Stern fliegt vorbei, 1967
- (de) Der purpurne Planet, 1971
- (de) Die Insel der Roboter, 1973
- (de) Das Rätsel Sigma, 1974
- (de) Die blaue Sonne der Paksi, 1978
- (de) Kommando Venus 3, 1980
- (de) Zielstern Beteigeuze, 1982
- (de) Leitstrahl für Aldebaran, 1983
- (de) Kurs Minosmond, 1986
- (de) Unternehmen Three Cheers, 1989
- (de) Der Mann von IDEA, 1995
- (de) Balance am Rande des Todes, 2002
- (de) Zwischen Perseus und Schütze, 2004